# Côtes-de-meuse (IGP)
Pour l’article homonyme, voir Côtes de Meuse.
Le côtes-de-meuse,, appelé vin de pays des côtes de Meuse jusqu'en 2009 lorsqu'il fut reconnu comme IGP, est un vin français d'indication géographique protégée (le nouveau nom des vins de pays) de zone, produit sur une partie du département de la Meuse, en Grand Est, dans le vignoble de Lorraine, qui comprend également l'AOC moselle, l'AOC côtes-de-toul et l'IGP lorraine.
L’indication géographique protégée côtes-de-meuse est réservée aux vins tranquilles blancs, gris, rosés et rouges. Sur les cinq dernières années, le blanc représentait 46 %, de la production, le rouge 32 % et le rosé et gris 22 %.

## Histoire
La viticulture est pratiquée de façon régulière depuis le Moyen Âge sur les côtes de Meuse. Après une phase de déclin à la fin du XIXe siècle, le « pays sous les côtes » où est ancré l’actuel vignoble, restait la seule région viticole en Meuse. La viticulture meusienne connaît son extension maximale au XIXe siècle : 13 729 hectares de vigne en Meuse en 1862.

L'état de la côte en 1919 : le village de Combres-sous-les-Côtes (en ruine), vu depuis la crête des Éparges (trouée par la guerre des mines).

Mais les ravages causés par le phylloxéra et par la Première Guerre mondiale, la concurrence des vergers (notamment des mirabelliers) et des vins du Midi font pratiquement disparaître les vignes du département. Seuls les cantons de Fresnes et de Vigneulles gardent quelques parcelles viticoles.

Buxières-sous-les-Côtes : les vergers restent dominant, à la place des vignes.

En 1974, quelques agriculteurs replantent sur les côtes. L'appellation « vin de pays de la Meuse » est accordée en 1981, transformée en « vin de pays des côtes de Meuse » le 14 octobre 2006. Le côte-de-meuse accède à l'IGP en 2009. L'arrêté officiel de l'INAO datant du 2 novembre 2011 est publié au Journal officiel du 16 novembre 2011, établissant le cahier des charges.

## Vignoble
Les vignes se trouvent le long des côtes de Meuse, exposées principalement en plein est et situées à une altitude variant de 260 à 350 mètres d’altitude, sur les territoires délimités de 15 communes du département de la Meuse, du nord vers le sud : Trésauvaux, Combres-sous-les-Côtes, Herbeuville, Hannonville-sous-les-Côtes, Thillot, Saint-Maurice-sous-les-Côtes, Hattonville, Vigneulles-lès-Hattonchâtel, Billy-sous-les-Côtes, Creuë, Viéville-sous-les-Côtes, Heudicourt-sous-les-Côtes, Buxières-sous-les-Côtes et Buxerulles.

### Géologie
Le vignoble est implanté sur le talus bien exposé de la cuesta, qui est développé sur des marnes jurassiques (de l'Oxfordien). Les marnes sont elles-mêmes recouvertes d’éboulis calcaires provenant du front de côte sus-jacent, mêlés à des argiles issues de l’altération des marnes.

### Encépagement
Les cépages autorisés sont :
- le pinot noir N[2] et le gamay N pour les vins rouges ;
- l'auxerrois B, le chardonnay B, le pinot blanc B et le pinot gris G pour les vins blancs, rosé ou gris. Le pinot noir N est également autorisé pour les vins rosés et gris. Le cahier des charges ne donne aucun contrainte d'assemblage[9].

Dans la pratique, la répartition entre cépages est de 34 % en pinot noir N, 23 % en auxerrois B, 21 % en chardonnay et 13 % en gamay, le reste étant réparti entre les autres cépages.

### Rendements
Le rendement maximum fixé par le cahier des charges est 86 hectolitres / hectare pour les vins rouges et de 92 hectolitres / hectare pour les rosés, gris et blancs.
Les données des années récentes sont les suivantes :
- vins blancs :

| Année | Superficie (ha) | Production (hl) | Rendement (hl/ha) |
| ----- | --------------- | --------------- | ----------------- |
| 2019  | 7,0             | 296             | 42                |
| 2020  | 7,8             | 285             | 37                |
| 2021  | 3,7             | 187             | 50                |
| 2022  | 9,4             | 631             | 67                |
| 2023  | 9,2             | 664             | 72                |
| 2024  | 12,6            | 744             | 59                |

- vins rouges :

| Année | Superficie (ha) | Production (hl) | Rendement (hl/ha) |
| ----- | --------------- | --------------- | ----------------- |
| 2019  | 3,5             | 248             | 72                |
| 2020  | 3,0             | 117             | 39                |
| 2021  | n.c.            | n.c.            |                   |
| 2022  | 9,0             | 607             | 67                |
| 2023  | 7,8             | 462             | 59                |
| 2024  | 6,3             | 265             | 42                |

- vins rosés ou gris :

| Année | Superficie (ha) | Production (hl) | Rendement (hl/ha) |
| ----- | --------------- | --------------- | ----------------- |
| 2019  | 2,8             | 173             | 61                |
| 2020  | 3,1             | 185             | 59                |
| 2021  | 2,6             | 199             | 77                |
| 2022  | 2,5             | 206             | 82                |
| 2023  | 2,8             | 201             | 72                |
| 2024  | 2,6             | 161             | 60                |

Les données du service des Douanes ne peuvent être publiées en-deça d'un seuil de confidentialité. Pour cette raison, les données de production de rouge sont manquantes en 2021 (la production étant particulièrement basse cette année-là). En outre, les données étant publiées par cépage et par couleur, de nombreuses valeurs sont absentes des tableaux du service des Douanes en raison de valeurs de production trop petites ; il se peut donc que les chiffres rapportés dans les tableaux ci-dessus soient un peu sous-estimés.

## Vins
Le cahier des charges autorise que l’indication géographique protégée « côtes de meuse » soit complétée par le nom d’un ou de plusieurs cépages, ainsi que par les mentions « primeur » ou « nouveau ».

### Dégustation et gastronomie
Les vins blancs sont frais, fruités et généreux, et sont dotés d’une robe jaune d'or cristalline. Ils sont un peu fruités avec l’auxerrois et le pinot blanc, plutôt floraux et épicés avec le chardonnay ou structurés et gras avec le pinot gris. Ces vins sont principalement destinés à une consommation jeune, bien que certaines cuvées puissent être conservées plus longtemps. Ils accompagnent bien les fruits de mer et les poissons en sauce. La température de service recommandée est de 8 °C pour l’auxerrois, le pinot blanc et le pinot gris, et de 11 °C pour le chardonnay,,.
Les vins gris et rosés ont une robe couleur saumonée, voire pelure d'oignon. Ils sont légers et développent des arômes de petits fruits rouges et d’agrumes. Ils sont ronds, vifs et fruités en bouche, et ils accompagnent la quiche lorraine, les salades et les charcuteries. On les sert à 8 °C,,.
Les vins rouges ont une robe rubis et des reflets violets. Ils se caractérisent généralement par des arômes de fruits rouges, auxquels s’ajoutent des arômes épicés avec le vieillissement. En bouche la densité, la rondeur et les tanins sont présents. C'est un vin à boire sur une volaille rôtie ou des gibiers. Il se sert à 16 °C,,.

## Économie

### Liste de producteurs
- GAEC l'Aumonière, à Viéville-sous-les-Côtes ;
- les Vergers de Coustille, à Buxières-sous-les-Côtes ;
- domaine de la Goulotte (Philippe et Evelyne Antoine)[14], à Saint-Maurice-sous-les-Côtes ;
- domaine de Gruy (Laurent Degenève), à Creuë ;
- domaine Léo-Paul Liénard à Creuë ;
- domaine de Meussaumont, à Vigneulles-lès-Hattonchâtel ;
- domaine Montgrignon (Daniel et François Pierson)[15], à Billy-sous-les-Côtes ;
- domaine de Muzy (Véronique et Jean-Marc Liénard)[16], à Combres-sous-les-Côtes.